# Happy New Year (2008)
Happy New Year ist ein Schweizer Kinofilm von Regisseur Christoph Schaub aus dem Jahr 2008. Die Produktion der Zürcher T&C Film wurde von Dezember 2007 bis Januar 2008 gedreht und erhielt vier Nominierungen des Schweizer Filmpreises Quartz: Bester Spielfilm, Bestes Drehbuch, Beste Filmmusik und Bester Darsteller (Nils Althaus). Der Film erzählt die Geschichten von zehn Menschen an einem Silvesterabend. Damit sind fünf verschiedene Handlungsstränge vorhanden, die sich an einigen Stellen durch Zufall verbinden.

## Handlung
Happy New Year folgt fünf verschiedenen Handlungssträngen, die alle an Silvester spielen. Gloria wird von ihrem Mann im vereinbarten Lokal für das Silvesteressen verlassen und trifft auf den Taxifahrer Kaspar, der sie bereits am Nachmittag chauffiert hatte. Kasper kennt sich mit akuten Liebesfiaskos aus, da ihn seine Freundin ebenfalls gerade verlassen hat. Der Eigenbrötler Pascal muss zu seinem Widerwillen auf das Nachbarsmädchen Karin aufpassen. Zoe verbringt Silvester lieber mit ihrer Freundin Sabrina und Oskar in der Villa von dessen Vater, als mit ihrer alkoholkranken Mutter Christina. Das Rentner-Ehepaar Herbert und Anne-Marie sucht seinen Hund, der vom Knallen der Silvesterraketen davongelaufen ist. Und die Polizisten Nina und Oliver sind in der Silvesternacht zusammen auf Patrouillengang.
Im Verlauf des Films entstehen philosophische Diskussionen, erst mit der Perspektive „Freie Sicht aufs Feuerwerk“, und bald mit der Erkenntnis, dass das Leben zu kurz ist, um das Zusammentreffen Fremder nicht mit allen Sinnen zu feiern.

## Kritiken
„Die warmherzigste Komödie für die kalte Jahreszeit […] Zürich ist dabei nicht minder glitzernd, gefährlich oder schäbig als New York, London oder Berlin, die vielen Schauplätze sind mal kühl, mal betörend, mal verwegen. Die Nacht vibriert auch hier vor lauter Lichter, Leben und Musik und behauptet trotzig ihre Weltbeständigkeit.“

„Happy New Year ist frisch, beschwingt, locker und witzig – einfach das Beste, was der Schweizer Film der Krisenstimmung entgegentrotzen kann. In kurzen Filmschnitten werden mehrere Neujahres-Geschichten ineinander verwoben und parallel erzählt. Kurze Sequenzen, die gut ausgewählt, bekömmlich proportioniert und leichtfüssig einen überraschenden Film mit einem hoffnungsvollen Ende bringen. […] Das Aufgebot der Schauspieler ist hervorragend und sie spielen auch noch wunderbar.“

„Ein persönlicher und doch allgemeingültiger Blick auf den Jahreswechsel, ein Feuerwerk der Gefühle, berührend, verzaubernd.“